# Madeline Zima
Madeline Rose Zima, född 16 september 1985 i New Haven i Connecticut, är en amerikansk skådespelare.
I Sverige är hon mest känd för rollerna som minsta barnet Grace Sheffield i TV-serien The Nanny (1993–1999), som Mia Lewis i hit-showen Californication (2007–2011) samt som Emma Bartel i thrillern Handen som gungar vaggan från 1992. På senare tid har Zima medverkat i TV-serier som Sjunde himlen, Grey's Anatomy, Heroes, Twin Peaks och i komedin A Cinderella Story.
Hennes två systrar, Vanessa (född 1986) och Yvonne (född 1989), är också skådespelare.

## Filmografi i urval
- 1992 – Handen som gungar vaggan
- 1993–1999 – The Nanny (TV-serie)
- 2003 – Sjunde himlen (TV-serie) (ett avsnitt)
- 2004 – A Cinderella Story
- 2007 – Grey's Anatomy (TV-serie) (rollen Marissa i avsnittet "Forever Young")
- 2007–2011 – Californication (TV-serie)
- 2009–2010 – Heroes (TV-serie)
- 2017 – Twin Peaks (TV-serie)